# Siegsdorf
Siegsdorf è un comune tedesco di 8 064 abitanti, situato nel land della Baviera.
Siegsdorf dal 1970 è gemellata con il paese di Fundres (Pfunders) in Alto Adige.